# Nedim Hasanbegović
Nedim Hasanbegović (* 22. April 1988 in Sarajevo) ist ein deutscher Fußballspieler bosnischer Herkunft. Er spielt hauptsächlich im Mittelfeld als „Sechser“, kann aber dort auch auf anderen defensiven Positionen, sowie in der Abwehr, eingesetzt werden.

## Karriere
Nedim Hasanbegović spielte in der Jugend für Holstein Kiel, bevor er zu den Junioren des FC Schalke 04 wechselte. Dort gewann er in der Saison 2005/06 die deutsche A-Jugend Meisterschaft und kam auch zu seinen ersten Einsätzen im Seniorenbereich, für die zweite Mannschaft der Schalker. 2009 wechselte er dann zur Reserve des Revierrivalen Borussia Dortmund. Hier bestritt er am 7. August 2009 sein Profiligadebüt, als er in der ersten Halbzeit im Auswärtsspiel bei Werder Bremen II am 3. Spieltag der Saison 2009/10 in der 3. Liga auflief. Danach war er Stammkraft und absolvierte mit einer Ausnahme alle Partien der Hinserie. In der Rückrunde konnte er jedoch nicht mehr eingesetzt werden, da er an einer Schambeinentzündung laborierte. Nach Ende der Saison, die die Borussen auf dem 18. Rang und damit einem Abstiegsplatz beendeten, verlängerte er seinen auslaufenden Vertrag, sodass er mit den Dortmundern die Saison 2010/11 in der Regionalliga West bestritt.
Zur Saison 2011/12 wechselte er zu Rot-Weiß Oberhausen in die 3. Liga. Hasanbegović pendelte überwiegend zwischen erster und zweiter Mannschaft und kam in der Spielzeit auf 13 Drittligaeinsätze. Nach dem Abstieg RWO's in die Regionalliga schloss er sich im Sommer 2012 dem VfB Lübeck an. Der Verein meldete jedoch in der Winterpause Insolvenz an.
Zur Saison 2013/14 wechselte Hasanbegović zum ETSV Weiche Flensburg (seit Juli 2017 SC Weiche Flensburg 08). Für den Regionalligisten spielt Hasanbegović, der in Flensburg eine Ausbildung zum Bankkaufmann abgeschlossen hat und mittlerweile Betriebswirtschaftslehre studiert, auch 2016 noch.